# Fijne knoopjeskorst
Fijne knoopjeskorst (Bacidina adastra) is een korstmossoort uit de familie Ramalinaceae.

## Determinatie
Fijne knoopjeskorst is een korstvormig korstmos met een wattig, heldergroen tot grijsgroen thallus en enkele onopvallende witte pycnidiën. Apotheciën zijn zelden aanwezig; ze zijn bleekbruin tot wit van kleur en hebben een witte, blijvende rand.
De soort heeft geen kenmerkende kleurreacties die kunnen helpen bij determinatie.

## Ecologie
Fijne knoopjeskorst is een typische soort op boomvoeten en schorsspleten lager op de stam van vrijstaande bomen met neutrale tot iets zure schors. De draagbomen zijn vooral wilg, populier en niet te oude eiken. 

## Verspreiding
In Nederland is fijne knoopjeskorst een vrij algemene soort. Hij staat niet op de Nederlandse Rode Lijst en is niet bedreigd.